# 深圳特区建工集团
深圳特区建工集团是深圳市市属的国有独资大型建工产业集团，创立于2019年，由深圳国资委全资设立。

## 概况

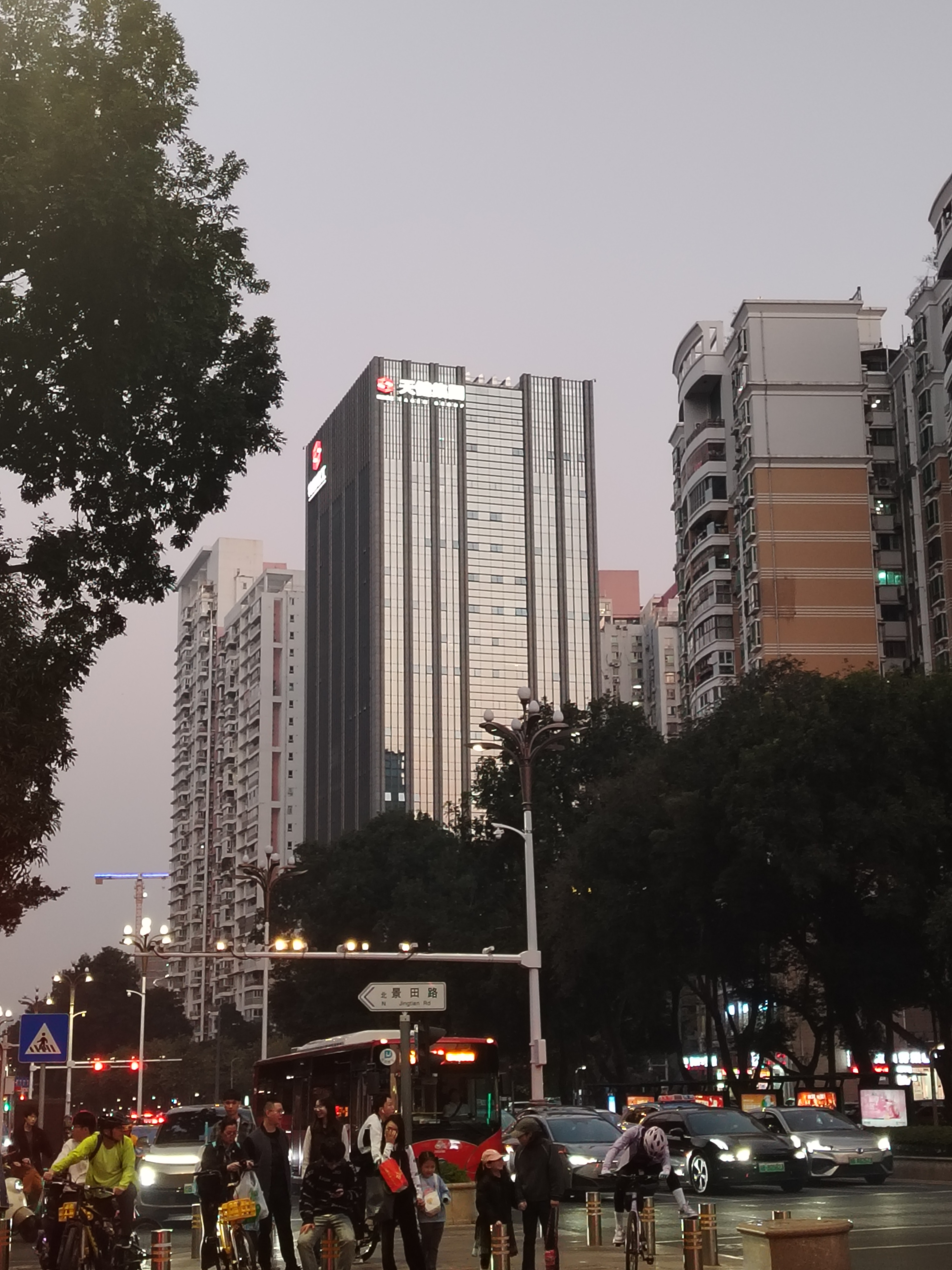
集团总部位于天健商务大厦

深圳特区建工集团以先前深圳市属建筑企业（天健集团、深圳建设集团、深圳建安集团、深圳路桥集团等）为基础，于2019年12月底成立。公司主业包括工程建设、“工业上楼”、城市服务、综合开发等业务。